# Кијевски погром (1881)
Кијевски погром 1881. трајао је три дана почевши од 26. априла (7. маја) 1881. у граду Кијеву и проширио се на околна села. Спорадично насиље се наставило све до зиме. Сматра се најгорим од погрома који су захватили југозападну царску Русију 1881. Погроми су настављени током лета, ширећи се на територији данашње Украјине укључујући Подолску губернију, Волињску губернију, Черниговску, Јекатеринославску и друге.
Професор модерне јеврејске историје Џон Д. Клир на Универзитетском колеџу у Лондону (који је скоро цео свој академски живот провео истражујући јеврејски живот на територији под контролом Русије) дошао је до закључка да је, далеко од пасивног допуштања погрома, царска влада активно и више пута издавала наређења полицији и војсци да их сузбије. Објављивали су и прогласе којима се забрањују антијеврејски немири.
Директан окидач за погром у Кијеву, као и у другим местима, био је атентат на цара Александра II 1. марта (13. марта) 1881. године, за који су подстрекачи окривили руске Јевреје. Ипак, Јужно-руски раднички синдикат је значајно допринео ширењу и наставку насиља штампањем и масовном дељењем летака у којем је позивао на пребијање Јевреја који пљачкају народ и сисају крв радног човека.
Оспорава се у којој мери је руска штампа била одговорна за подстицање перцепције атентата као јеврејског чина. Сматра се да су локални економски услови (као што су наслеђени дугови лихварима) значајно допринели немирима, посебно у погледу учешћа пословних конкурената међу локалним Јеврејима. Тврдило се да је то заправо било важније од гласина о јеврејској одговорности за смрт цара. Ове гласине су, међутим, очигледно биле од неког значаја, макар само као окидач, и црпе су из мале зрнце истине: једна од блиских сарадница убица, Хесија Хелфман, рођена је у јеврејској породици. Чињеница да су сви остали атентатори били атеисти и да шира јеврејска заједница није имала никакве везе са атентатом није имала мали утицај на ширење таквих антисемитских гласина. Без обзира на то, атентат је инспирисао „одмазду” нападе на јеврејске заједнице. 
Током погрома уништене су хиљаде јеврејских домова, многе породице су доведене у сиромаштво, а велики број мушкараца, жена и деце је повређен у 166 градова у југозападним провинцијама Царства.